# 日東富士製粉
1. ・本社が入居するビル
2. ・かつての拠点 等

日東富士製粉株式会社（にっとうふじせいふん 英: Nitto Fuji Flour Milling Co., Ltd.）は、東京都中央区に本社を置く、日本の食品メーカー。製粉業 及び 外食事業を事業の中核とする企業。

## 概要
日清製粉、ニップン、昭和産業とともに製粉大手4社の一角を占める。2020年度の販売シェアは日清製粉39.5%、ニップン24.2%、昭和産業9.5%、日東富士製粉7.5%である。日東製粉株式会社と富士製粉株式会社が合併し2006年4月に発足した。2007年に株式公開買付けにより三菱商事の連結子会社となる。2018年には東証二部に上場していた増田製粉所を完全子会社とした。
事業内容は、小麦粉、ふすま、ミックス粉、食品の製造販売を行う「食品及び製粉事業」、小麦を保管する「倉庫業」、ケンタッキーフライドチキン・牛角等のフランチャイズによる店舗経営を行う「外食事業」、原料・製品を運送する「運送事業」。2021年3月期の連結売上構成は、食品及び製粉事業が83.6%、外食事業が16.1%である。冷凍食品メーカーの海外進出に対応してベトナムとタイに工場を展開している。
2022年4月、東京証券取引所の市場区分見直しにより、東証一部から中堅企業向けのスタンダード市場へ移行した。

## 主な製品
- 家庭用小麦粉製品 - 薄力粉、中力粉、全粒粉、ホットケーキミックス、むしパンミックス、すいとん粉
- 業務用小麦粉 - 製パン用、製菓用、中華麺用、日本麺用
- 業務用ミックス - 製パン製菓用、スナック用、惣菜用
- 業務用冷凍生地 - 冷凍ピザ用、冷凍マフィン用

### 製品の特色
三菱商事を経由して販売するBtoB製品が主力である。製品の大部分は取引先である食品メーカー、外食チェーン、ベーカリー等により加工された後に一般消費者に流通する。そのためスーパーやコンビニの店頭で日東富士製粉の名前を見かける事は少ない。取引先のニーズに対応した企画提案を行うことにより、付加価値が高い小ロットの小麦粉、ミックス粉の生産を得意とする。

## 沿革
前史（1899年 - 1914年)
- 1899年（明治32年） - 茂木金蔵ら、熊谷石原に熊谷製粉会社（石原製粉所）設立[11]。
- 1906年（明治39年）12月 - 松本真平が父松本平蔵を説得し当時経営困難にあった熊谷製粉会社を引き受け「松本米穀店製粉部」とする[11][12][注釈 3]。

日東製粉（1914年 - 2006年)
- 1914年（大正3年）3月 - 松本米穀店を法人化し、埼玉県熊谷市に松本米穀製粉株式会社として設立。社長松本平蔵、専務松本真平就任[11]。
- 1930年（昭和5年）12月 - 松本米穀製粉が名古屋製粉と群馬県新田製粉を合併し日東製粉株式会社に名称変更[11][12]。
- 1938年（昭和13年）
  - 6月 - 埼玉興業株式会社を合併[11]。
  - 8月 - 株式を東京市場に上場[11][注釈 4]。
- 1949年（昭和24年）5月 - 東京証券取引所設立に伴い株式を売買開始[11]。
- 1954年（昭和29年）12月 - 中央製粉株式会社を合併[11]。
- 1963年（昭和38年）10月 - 東証上場規定変更に基づき、東京証券取引所第二部に指定替[11][注釈 5]。
- 1964年（昭和39年）4月 - 三菱商事と販売総代理店契約を締結[11]。
- 1977年（昭和52年）5月 - 日東フーズ株式会社設立[11]。
- 1979年（昭和54年）10月 - 日東都市開発運営の「ニットーモール」[注釈 6] が開業[11]。
- 1980年（昭和55年）9月 - 東京証券取引所第一部に指定[7]。
- 2003年（平成15年）
  - 4月 - 株式会社さわやかの全株式取得[7]。
  - 7月 - 日東フーズ株式会社と株式会社さわやかが合併し、新会社名を株式会社さわやかとする[7]。

富士製粉（1941年 - 2006年）
- 1941年（昭和16年）7月 - 岳麓製粉株式会社が静岡県清水市に設立[15]。
- 1942年（昭和17年）5月 - 静岡県販購連村松工場と企業合同[15]。
- 1943年（昭和18年）8月 - 岳麓製粉が静岡県食糧品工業株式会社に名称変更[15]。
- 1948年（昭和23年）11月 - 静岡県食糧品工業が株式公開[15]。
- 1949年（昭和24年）8月 - 静岡県食糧品工業を富士製粉株式会社に名称変更[15]。
- 1958年（昭和33年）12月 - 東京都府中市の武蔵製粉を買収し府中工場を開設[15]。
- 1961年（昭和36年）10月 - 名古屋証券取引所第二部上場[15]。

日東富士製粉（2006年 - ）
- 2006年（平成18年）
  - 4月 - 日東製粉が富士製粉を合併し、日東富士製粉株式会社に名称変更[7][注釈 7]。
  - 6月 - NITTO-FUJI INTERNATIONAL VIETNAM Co., Ltd.設立[7]。
- 2007年（平成19年）6月 - 三菱商事の連結子会社となる[6][7][注釈 1]。
- 2009年（平成21年）3月 - 増田製粉所を関連会社化[7]。
- 2012年（平成24年）3月 - 水産飼料事業を日本農産工業に譲渡[7]。
- 2014年（平成26年）3月 - 設立100周年を迎える[7]。
- 2017年（平成29年）12月 - 増田製粉所を株式公開買付けにより議決権所有割合ベースで92.23%の株式を取得し子会社化する[16]。
- 2018年（平成30年）
  - 2月 - 増田製粉所の株式を追加取得、同社を100％出資連結子会社とする[7]。
  - 11月 - Nitto Fuji International (Thailand) Co.,Ltd.設立[7]。
- 2021年（令和3年）10月1日 - 株式分割を行う。普通株式1株につき2株の割合で分割し、発行済株式総数が934万4728株となる[17]。
- 2022年（令和4年）4月4日 - 東京証券取引所第一部よりスタンダード市場へ市場変更する[18]。
- 2025年（令和7年）2月25日 - 本社を新川三幸ビルから東京ダイヤビルティング5号館へ移転[注釈 8]。

## 連結経営指標

### 年次決算
| 決算期    | 売上高 （百万円） | 経常利益 （百万円） | 当期純利益 （百万円） | 純資産額 （百万円） | 総資産額 （百万円） | 自己資本比率 （%） | ROE （%） |
| --------- | ----------------- | ------------------- | --------------------- | ------------------- | ------------------- | ------------------ | --------- |
| 2003年3月 | 30,542            | 1,022               | 527                   | 13,469              | 23,131              | 58.2               | 3.9       |
| 2004年3月 | 31,881            | 1,030               | 607                   | 14,568              | 24,214              | 60.2               | 4.3       |
| 2005年3月 | 34,626            | 1,220               | 695                   | 15.101              | 25,037              | 60.3               | 4.7       |
| 2006年3月 | 35,071            | 1,369               | 801                   | 17,006              | 27,787              | 61.2               | 5.0       |
| 2007年3月 | 45,441            | 1,495               | 964                   | 20,068              | 34,971              | 57.0               | 5.2       |
| 2008年3月 | 47,772            | 1,895               | 1,451                 | 19,431              | 34,209              | 56.8               | 7.4       |
| 2009年3月 | 56,696            | 2,357               | 1,204                 | 19,772              | 36,077              | 54.8               | 6.1       |
| 2010年3月 | 52,483            | 2,815               | 2,045                 | 21,347              | 35,438              | 60.2               | 10.0      |
| 2011年3月 | 49,054            | 2,234               | 1,261                 | 21,914              | 38,781              | 56.5               | 5.8       |
| 2012年3月 | 50,055            | 1,344               | 870                   | 22,633              | 38,358              | 59.0               | 3.9       |
| 2013年3月 | 47,770            | 1,553               | 994                   | 23,868              | 39,941              | 59.7               | 4.3       |
| 2014年3月 | 50,112            | 1,869               | 1,130                 | 25,448              | 38,748              | 65.5               | 4.6       |
| 2015年3月 | 51,201            | 2,092               | 1,183                 | 27,580              | 43,026              | 64.0               | 4.4       |
| 2016年3月 | 51,916            | 2,321               | 1,601                 | 28,295              | 43,328              | 65.2               | 5.7       |
| 2017年3月 | 48,875            | 2,610               | 1,729                 | 30,102              | 44,489              | 67.5               | 5.9       |
| 2018年3月 | 49,561            | 3,171               | 2,336                 | 32,470              | 47,358              | 68.3               | 7.5       |
| 2019年3月 | 54,900            | 4,463               | 3,357                 | 34,834              | 47,969              | 72.5               | 10.0      |
| 2020年3月 | 57,544            | 4,970               | 3,384                 | 36,867              | 49,541              | 74.3               | 9.5       |
| 2021年3月 | 56,544            | 5,027               | 3,536                 | 39,654              | 52,378              | 75.6               | 9.3       |
| 2022年3月 | 59,340            | 4,886               | 3,714                 | 41,753              | 55,870              | 74.6               | 9.1       |
| 2023年3月 | 69,540            | 5,728               | 3,963                 | 45,558              | 60,944              | 74.7               | 9.1       |
| 2024年3月 | 72,598            | 5,816               | 4,238                 | 49,676              | 64,240              | 77.2               | 8.9       |

### 四半期決算
|    | 2018年3月 | 2019年3月 | 2020年3月 | 2021年3月 | 2022年3月 | 2023年3月 | 2024年3月 | 2025年3月 |
| -- | --------- | --------- | --------- | --------- | --------- | --------- | --------- | --------- |
| 1Q | 11,743    | 13,175    | 14,074    | 13,615    | 14,236    | 16,458    | 17,929    | 17,644    |
| 2Q | 23,459    | 25,986    | 27,951    | 27,307    | 28,163    | 33,127    | 35,410    | 34,848    |
| 3Q | 36,326    | 41,228    | 43,713    | 42,651    | 44,191    | 52,276    | 55,165    | 54,361    |
| FY | 49,561    | 54,900    | 57,544    | 56,544    | 59,340    | 69,540    | 72,598    | 72,341    |

|    | 2018年3月 | 2019年3月 | 2020年3月 | 2021年3月 | 2022年3月 | 2023年3月 | 2024年3月 | 2025年3月 |
| -- | --------- | --------- | --------- | --------- | --------- | --------- | --------- | --------- |
| 1Q | 608       | 922       | 1,268     | 1,073     | 1,087     | 1,181     | 1,196     | 1,235     |
| 2Q | 1,258     | 1,660     | 2,171     | 2,145     | 2,098     | 2,355     | 2,347     | 2,241     |
| 3Q | 2,166     | 3,214     | 3,885     | 3,659     | 3,575     | 4,163     | 4,357     | 3,927     |
| FY | 2,898     | 4,164     | 4,568     | 4,539     | 4.404     | 5,299     | 5,237     | 5,096     |

|    | 2018年3月 | 2019年3月 | 2020年3月 | 2021年3月 | 2022年3月 | 2023年3月 | 2024年3月 | 2025年3月 |
| -- | --------- | --------- | --------- | --------- | --------- | --------- | --------- | --------- |
| 1Q | 709       | 1,022     | 1,353     | 1,243     | 1,237     | 1,325     | 1,345     | 1,448     |
| 2Q | 1,417     | 1,828     | 2,313     | 2,386     | 2,332     | 2,535     | 2,590     | 2,436     |
| 3Q | 2,415     | 3,458     | 4,173     | 4,020     | 3,937     | 4,438     | 4,700     | 4,297     |
| FY | 3,171     | 4,463     | 4,970     | 5,027     | 4,886     | 5,728     | 5,816     | 5,559     |

|    | 2018年3月 | 2019年3月 | 2020年3月 | 2021年3月 | 2022年3月 | 2023年3月 | 2024年3月 | 2025年3月 |
| -- | --------- | --------- | --------- | --------- | --------- | --------- | --------- | --------- |
| 1Q | 505       | 712       | 969       | 878       | 843       | 919       | 684       | 1,194     |
| 2Q | 987       | 1,591     | 1,610     | 1,737     | 1,783     | 1,750     | 1,510     | 1,274     |
| 3Q | 1,841     | 2,680     | 2,871     | 2.820     | 3,029     | 3,102     | 2,948     | 2,522     |
| FY | 2,336     | 3,357     | 3,384     | 3,536     | 3,714     | 3,963     | 4,238     | 3,564     |

### キャッシュ・フローの状況
|                                  | 2018年3月 | 2019年3月 | 2020年3月 | 2021年3月 | 2022年3月 | 2023年3月 | 2024年3月 |
| -------------------------------- | --------- | --------- | --------- | --------- | --------- | --------- | --------- |
| 営業活動によるキャッシュ・フロー | 2,665     | 3,568     | 6,513     | 3,667     | 2,171     | 2,244     | 6,498     |
| 投資活動によるキャッシュ・フロー | -2,331    | -1,674    | -1,950    | -207      | -1,563    | -2,821    | -2,981    |
| 財務活動によるキャッシュ・フロー | -3,380    | -1,964    | -1,435    | -1,320    | -1,440    | -1,488    | -1,692    |
| 現金及び現金同等物の増減額       | -3,073    | -76       | 3,087     | 2,131     | -739      | -1,919    | 1,913     |
| 現金及び現金同等物の期首残高     | 8,474     | 5,400     | 5,324     | 8,411     | 10,543    | 9,804     | 7,885     |
| 現金及び現金同等物の期末残高     | 5,400     | 5,324     | 8,411     | 10,543    | 9,804     | 7,885     | 9,798     |

## 事業所
本社機構
- 本社（東京都中央区）
- 中央研究所（東京都大田区）

工場
- 東京工場（東京都大田区）

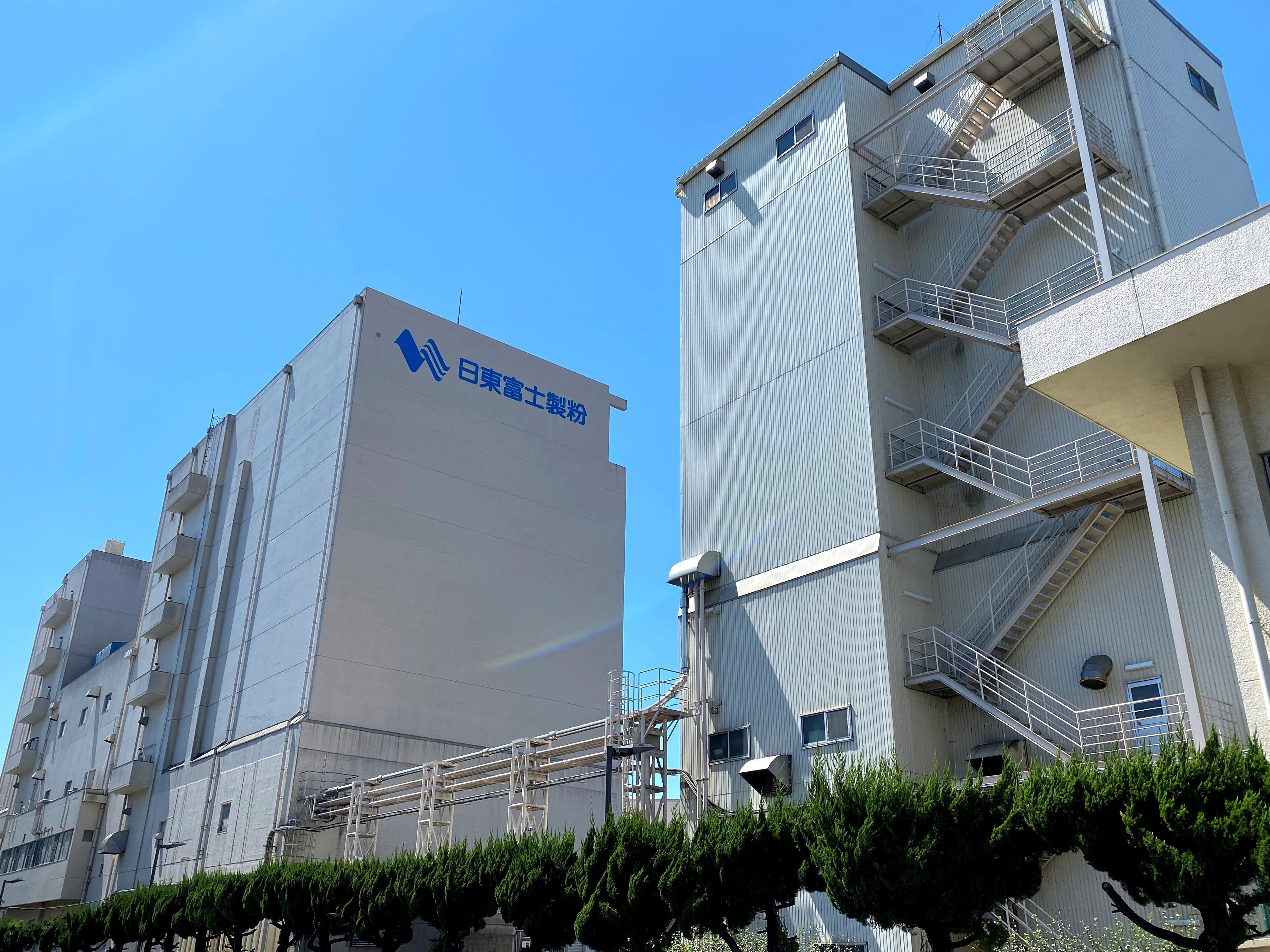
名古屋工場（愛知県知多市）

- 埼玉工場（埼玉県熊谷市） - 熊谷工業団地内
- 静岡工場（静岡市清水区）
- 名古屋工場（愛知県知多市）

営業所・出張所
- 仙台営業所（宮城県仙台市）
- 埼玉事業所（埼玉県熊谷市）
- 静岡出張所（静岡市清水区）
- 名古屋営業所（愛知県知多市）
- 北陸出張所（富山県射水市） - 伊勢湾海運 富山支店内
- 大阪営業所（兵庫県神戸市） - 増田製粉所内
- 広島出張所（広島県広島市）

## かつての拠点

### 旧本社
2025年2月までの本社は、新川三幸ビル 4階・5階（東京都中央区新川1-3-17）。

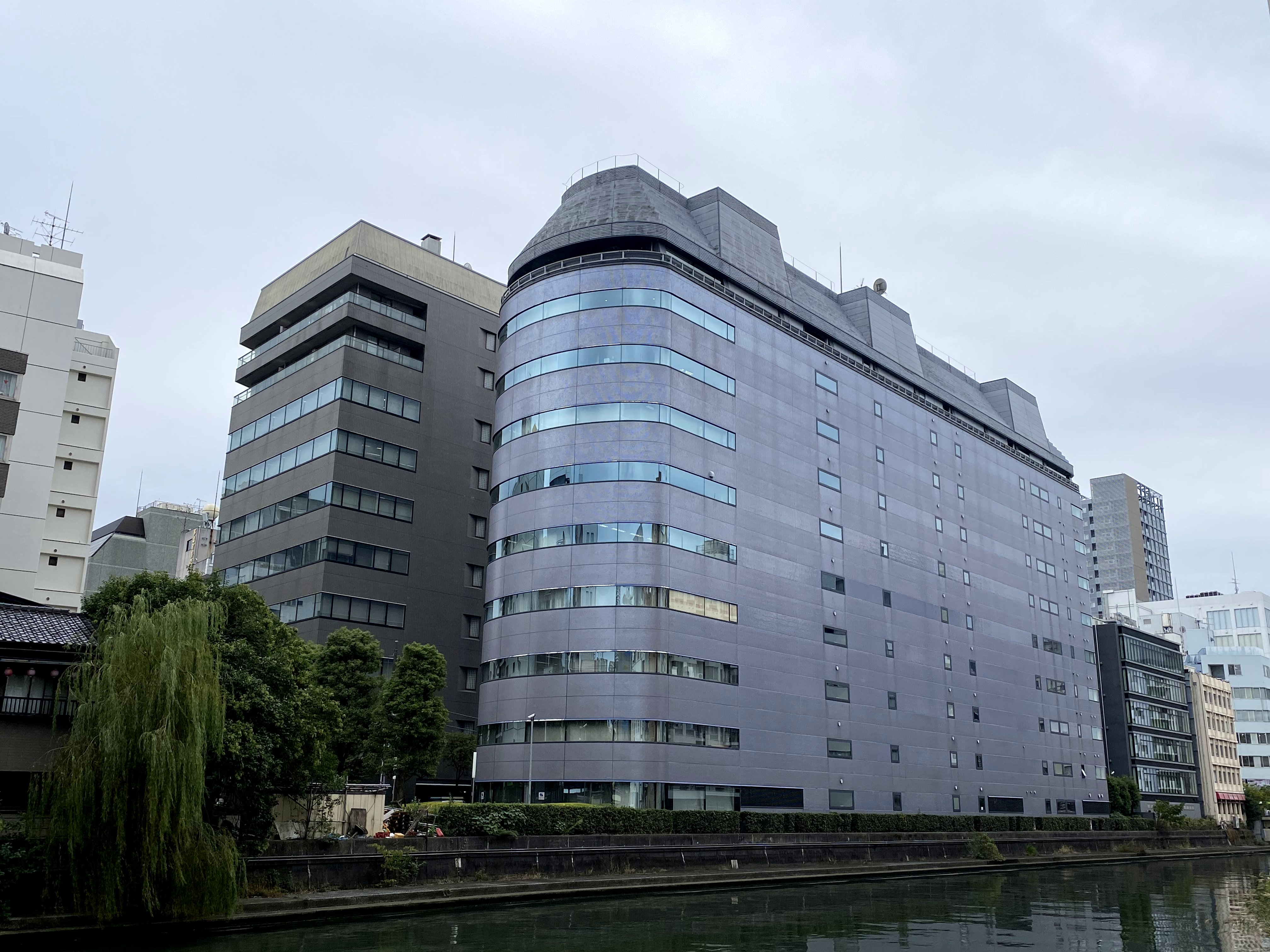
新川三幸ビル

## 関係会社

### 国内
- 日東富士運輸（東京都大田区）- 運送事業
- さわやか（東京都中央区）- 外食事業[注釈 9]
- 隅田商事（東京都中央区）- 製粉・食品事業
- 増田製粉所（兵庫県神戸市）- 製粉・食品事業[注釈 10]
- 兼三（兵庫県神戸市）- 製粉・食品事業[注釈 11]

### 海外
- Nitto-Fuji International Vietnam Co.,Ltd.（ベトナム、ビンズオン省トゥアンアン市）- 製粉・食品事業
- Nitto Fuji International (Thailand) Co.,Ltd.（タイ王国サラブリー県ノーンケー郡）- 製粉・食品事業

## 同業他社との比較
| 会社名               | 売上高 （百万円） | 当期純利益 （百万円） | 純資産額 （百万円） | 総資産額 （百万円） | 自己資本比率 （%） | ROE （%） | 平均年収 （万円） | 従業員数 （人） |
| -------------------- | ----------------- | --------------------- | ------------------- | ------------------- | ------------------ | --------- | ----------------- | --------------- |
| 日清製粉グループ本社 | 712,180           | 22,407                | 394,997             | 666,215             | 59.3               | 5.61      | 873               | 8,962           |
| ニップン             | 344,839           | 8,941                 | 153,728             | 290,428             | 52.9               | 5.88      | 725               | 3,737           |
| 昭和産業             | 254,017           | 6,764                 | 85,310              | 173,451             | 49.2               | 8.04      | 679               | 2,421           |
| 日東富士製粉         | 57,544            | 3,384                 | 36,816              | 49,541              | 74.3               | 9.45      | 628               | 771             |
| 理研農産化工         | 22,500            | 740                   | -                   | -                   | -                  | -         | -                 | 210             |
| 鳥越製粉             | 22,321            | 1,007                 | 32,546              | 40,568              | 80.2               | 3.14      | 504               | 324             |
| 千葉製粉             | 19,331            | 313                   | -                   | -                   | -                  | -         | -                 | 185             |
| 奥本製粉             | 15,748            | 42                    | 9,443               | 12,349              | -                  | -         | -                 | 226             |
| 熊本製粉             | 10,000            | 578                   | -                   | 13,836              | -                  | -         | -                 | 180             |

大中型製粉業者の業界団体である製粉協会の会長は、製粉大手4社（日清製粉、ニップン、昭和産業、日東富士製粉）の社長が持ち回りで就任している。